# Bandera rota
Bandera rota es una película mexicana de Gabriel Retes, basada en el argumento de él mismo, y adaptada por Ignacio Retes, la cual se estrenó en 1978. Esta además es una producción de tipo cooperativa.

## Sinopsis
Al realizar una película amateur, unos jóvenes filman por accidente el asesinato de una mujer. El poderoso industrial Iriarte supone que su esposa fue secuestrada por un grupo terrorista. Se descubre el cadáver y el lugar donde la mujer se reunía con su amante. Para evitar escándalos Iriarte inventa que la secuestró la organización Bandera Rota. Los cineastas se enteran de que el asesino es Arispe, director de un complejo industrial, y le exigen mejoras para los obreros. Arispe tiene que aceptar pero forma un grupo de asesinos profesionales. Todo va bien hasta que uno de los cineastas pide dinero al industrial. Al recogerlo cae en una trampa y es torturado para que delate a sus compañeros. Los asesinos capturan al resto de los cineastas y los matan. Ellos se habían prevenido y la película llega a manos de Iriarte. De nuevo para evitar escándalo, pues Iriarte es socio de Arispe, ambos acuerdan callar todo. Sin embargo, otra copia de la película llega a manos de otro grupo de cineastas amateurs, que también tratan de extorsionar al industrial asesino.

## Reparto
- Manolo Fabregas
- Aarón Hernán
- Tina Romero
- Jorge Humberto Robles
- Gabriel Retes
- Ignacio Retes
- Jorge Santoyo
- Abel Woolrich
- Ana Luisa Peluffo
- Luis Eduardo Curiel
- Fernando Balzaretti
- Yogi Rouge
- Cristina Baker
- Mario Casillas
- Enrique Ontiveros
- Juan Ángel Martínez
- Gonzalo Mora
- Elpidia Carrillo[2]
- Sergio Téllez

## Recepción
Principalmente las críticas a esta película se gestaron en torno al tipo de producción, cooperativa, con la que se realizó. Pero también, mucho de lo que se dijo de este filme es en torno al tipo de público que observa este tipo de películas.
También,  la película fue presentada en el Festival Cinematográfico de Moscú, la cual fue bien recibida.